# Protochrysa aphrodite
Protochrysa aphrodite là một loài côn trùng trong họ Chrysopidae thuộc bộ Neuroptera. Loài này được Willmann & Brooks miêu tả năm 1991.